# Туз-Хурмату
Туз-Хурмату (араб. طوز خورماتو, курд. Tûzxurmatû) — місто на північному сході Іраку, розташований на території мухафази Салах-ед-Дін. Адміністративний центр однойменного округу.

## Географія
Місто знаходиться в північно-східній частині мухафази, на правому березі річки Аксу (басейн Тигра), на висоті 218 метрів над рівнем моря .
Туз-Хурмату розташований на відстані приблизно 90 кілометрів схід-північний схід (ENE) від Тікрита, адміністративного центру провінції і на відстані 163 кілометрів на північний північний схід (NNE) від Багдада, столиці країни.

## Населення
За даними останнього офіційного перепису 1965, населення становило 13 934 чоловік. Динаміка чисельності населення міста по роках:
| 1965   | 1965   | 2012  | 2012  |
| 13 934 | 13 934 | 60262 | 60262 |